# Żamankum
Żamankum (Żaman-kum; kaz. Жаманкұм, dosł. "złe piaski"; ros.: Жаманкум) – niewielka piaszczysta pustynia we wschodnim Kazachstanie. Leży w centrum Kotliny Bałchasko-Ałakolskiej, na wschód od rzeki Karatał, między Dżungarskim Ałatau a jeziorem Bałchasz. Pustynię przecinają droga i linia kolejowa z Ałmaty do Semipałatyńska.